# 9427 Righini
9427 Righini è un asteroide della fascia principale. Scoperto nel 1996, presenta un'orbita caratterizzata da un semiasse maggiore pari a 2,9958148 UA e da un'eccentricità di 0,0961123, inclinata di 10,92898° rispetto all'eclittica.
L'asteroide è stato dedicato all'astronomo italiano Guglielmo Righini.